# Sanson-Campagnolo

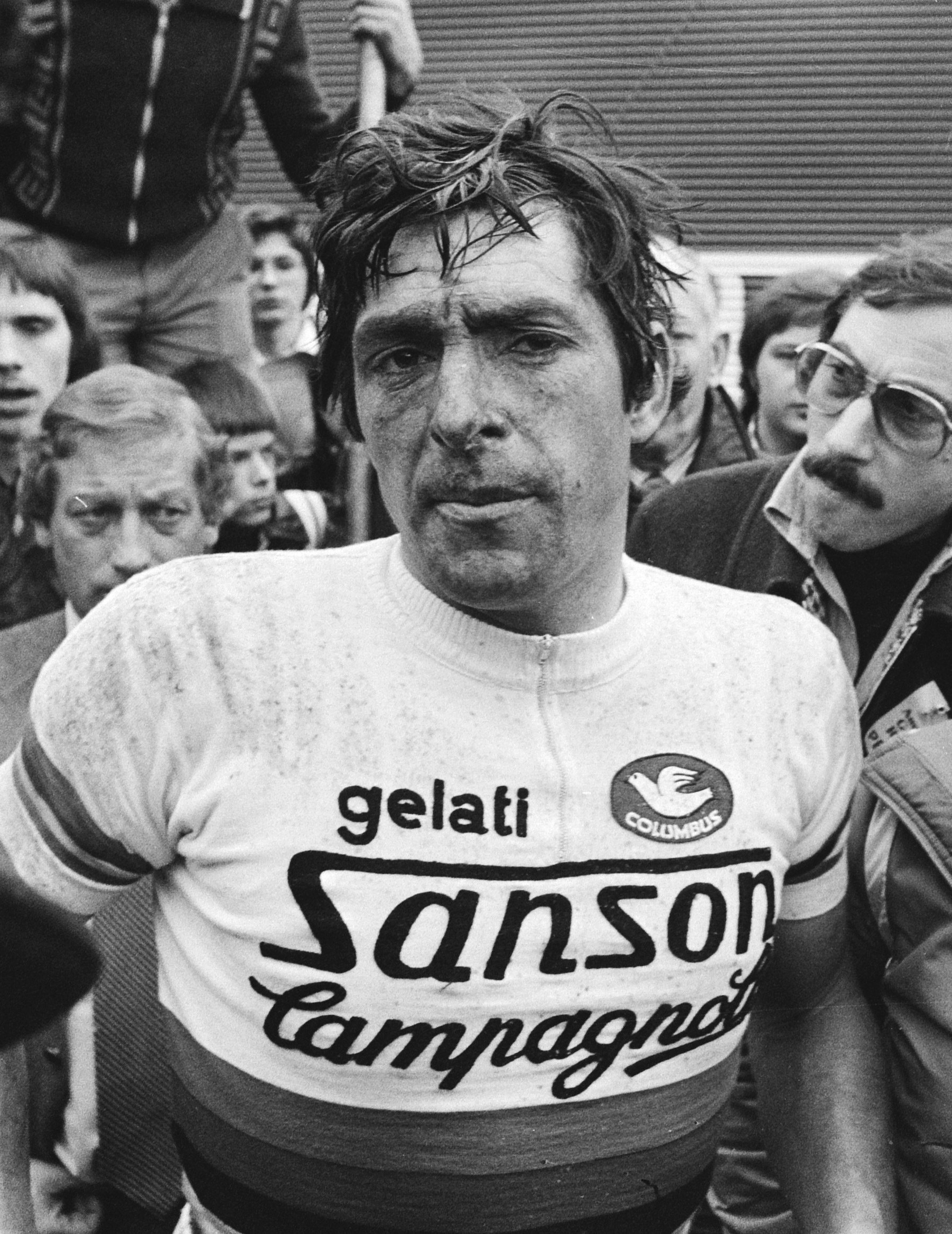
Francesco Moser nach dem Amstel Gold Race 1978

Sanson-Campagnolo, Springoil–Fuchs, Filotex, Sanson–Luxor TV–Campagnolo oder Sanson–Campagnolo war ein italienisches Radsportteam, das von 1963 bis 1980 bestand.

## Geschichte
Das Team wurde 1963 unter der Leitung von Antonio Giusti gegründet. Das Team wurde um Gastone Nencini aufgebaut, welcher aber hinter den Erwartungen blieb. Dafür konnten junge Fahrer wie Franco Bitossi oder Guido Carlesi in den folgenden Jahren Etappensiege beim Giro d’Italia erzielen. Bis 1972 blieb Franco Bitossi der Leader des Teams. Ab 1973 übernahm Francesco Moser die Rolle des Teamsleader.
Hauptsponsor war von 1963 bis 1965 ein italienischer Hersteller von Schmierstoffen für Industrie- und Automobilanwendungen. Der Co-Sponsor war der italienische Fahrradhersteller Fuchs. Ab 1966 übernahm als Hauptsponsor Filotex, ein Unternehmen aus Prato, das Samt, Teppiche und Teppichböden herstellte. Ab 1976 wurde Sanson, ein italienischer Hersteller von Speiseeis, neuer Hauptsponsor. Von 1977 bis 1980 war Campagnolo, ein Hersteller von Fahrradkomponenten, Co-Sponsor. Am Ende der Saison 1980 wurde das Team aufgelöst.

## Erfolge
1964
- vier Etappen und  Bergwertung Giro d’Italia

1965
- drei Etappen und  Bergwertung Giro d’Italia

1966
- drei Etappen Tour de France
- zwei Etappen und  Bergwertung Giro d’Italia
- Gesamtwertung und zwei Etappen Tour de Suisse
- Meisterschaft von Zürich
- Giro del Lazio
- Coppa Sabatini
- zwei Etappen Tour de Romandie
- eine Etappe Tirreno–Adriatico

1967
- zwei Etappen Giro d’Italia
- Gesamtwertung und eine Etappe Tirreno–Adriatico

1968
- Meisterschaft von Zürich
- Mailand–Turin
- drei Etappen Giro d’Italia
- Coppa Sabatini
- Giro del Veneto
- Giro di Toscana
- drei Etappen Tirreno–Adriatico
- eine Etappe Giro di Sardegna
- Gran Premio Montelupo

1969
- vier Etappen und  Punktewertung Giro d’Italia
- Giro del Lazio
- Giro di Toscana
- zwei Etappen Tirreno–Adriatico

1970
- Lombardei-Rundfahrt
- Gesamtwertung und zwei Etappen Katalonien-Rundfahrt
- vier Etappen und  Punktewertung Giro d’Italia
- drei Etappen Tour de Suisse
- Coppa Placci
- Giro dell’Emilia
- Italienischer Meister – Straßenrennen[7]
- Vier-Kantone-Rundfahrt
- Gran Premio Industria e Commercio di Prato
- eine Etappe Tirreno–Adriatico
- eine Etappe Tour de Romandie

1971
- eine Etappe Giro d’Italia
- zwei Etappen Tour de Suisse
- zwei Etappen Tour de Romandie
- eine Etappe Paris–Nizza
- Italienischer Meister – Straßenrennen
- Giro del Veneto
- Coppa Placci
- Gran Premio Industria e Commercio di Prato
- Coppa Sabatini

1972
- eine Etappe Giro d’Italia
- Giro di Puglia
- Giro della Provincia di Reggio Calabria
- Giro di Toscana
- eine Etappe Tirreno–Adriatico

1973
- eine Etappe Giro d’Italia
- Mailand–Turin

1974
- Paris–Tours
- Giro del Lazio
- Giro dell’Emilia
- Gesamtwertung und zwei Etappen Valencia-Rundfahrt
- eine Etappe Giro d’Italia
- Giro della Provincia di Reggio Calabria
- Gran Piemonte
- Giro di Toscana

1975
- Lombardei-Rundfahrt
- zwei Etappen und  NachwuchswertungTour de France
- Gesamtwertung und drei Etappen Grand Prix Midi Libre
- Italienischer Meister – Straßenrennen
- Giro del Veneto
- Trofeo Baracchi
- GP Monaco
- Coppa Placci
- Trofeo Matteotti
- Gran Premio Città di Camaiore
- Giro dell’Umbria
- Giro del Friuli
- eine Etappe Critérium du Dauphiné Libéré
- Tour du Lac Léman

1976
- vier Etappen und  Punktewertung Giro d’Italia
- Tre Valli Varesine
- Gesamtwertung und eine Etappe Giro di Puglia
- Giro dell’Umbria
- Trofeo Pantalica
- Trofeo Matteotti
- Giro di Toscana
- Giro dell’Appennino

1977
- Weltmeister – Straßenrennen
- Meisterschaft von Zürich
- La Flèche Wallonne
- zwei Etappen,  Punktewertung und  Nachwuchswertung Giro d’Italia
- Giro di Puglia
- Col Martino
- Gran Premio Industria e Commercio di Prato
- Giro di Toscana
- Giro dell’Umbria
- Giro dell’Emilia
- Coppa Agostoni
- Critérium des As
- Britischer Meister – Straßenrennen

1978
- Mailand–Sanremo
- Paris–Roubaix
- Lombardei-Rundfahrt
- vier Etappen und  Punktewertung Giro d’Italia
- Gesamtwertung und fünf Etappen Katalonien-Rundfahrt
- Gesamtwertung und drei Etappen Grand Prix Midi Libre
- Gesamtwertung und drei Etappen Tour de l’Aude
- drei Etappen Giro di Sardegna
- eine Etappe Tirreno–Adriatico
- eine Etappe Giro di Puglia
- Tre Valli Varesine
- Sassari–Cagliari
- Giro del Lazio
- Coppa Sabatini
- Gran Premio Industria e Commercio di Prato
- Trofeo Matteotti
- Druivenkoers
- Grosser Preis des Kantons Aargau
- Giro del Friuli

1979
- Paris–Roubaix
- vier Etappen und  Bergwertung Giro d’Italia
- Gent–Wevelgem
- Trofeo Baracchi
- Giro dell’Emilia
- Italienischer Meister – Straßenrennen
- Giro del Veneto
- Gesamtwertung und eine Etappe Tour de l’Aude
- Gesamtwertung und zwei Etappen Ruota d’Oro
- zwei Etappen Tirreno–Adriatico
- eine Etappe Tour de Romandie
- Giro del Friuli
- Giro Gatteo a Mare

1980
- Paris–Roubaix
- Gesamtwertung und zwei Etappen Tirreno–Adriatico
- Gesamtwertung und drei Etappen Giro del Trentino
- Gesamtwertung und eine Etappe Giro di Sardegna
- Gesamtwertung Deutschland-Rundfahrt
- zwei Etappen Giro d’Italia
- Deutscher Meister – Straßenrennen
- Nizza–Alassio
- Giro del Veneto
- eine Etappe Tour d’Indre-et-Loire
- eine Etappe Cronostaffetta

## Wichtige Platzierungen
Monumente des Radsports
| Monument                 | 1963 | 1964 | 1965 | 1966 | 1967 | 1968 | 1969 | 1970 | 1971 | 1972 | 1973 | 1974 | 1975 | 1976 | 1977 | 1978 | 1979 | 1980 |
| ------------------------ | ---- | ---- | ---- | ---- | ---- | ---- | ---- | ---- | ---- | ---- | ---- | ---- | ---- | ---- | ---- | ---- | ---- | ---- |
| Mailand–Sanremo          | 69   | 12   | 24   | 6    | 3    | 48   | 43   | 29   | 22   | 39   | 15   | 12   | 2    | 9    | 35   | 1    | 4    | 6    |
| Flandern-Rundfahrt       | –    | –    | –    | –    | –    | –    | 4    | –    | –    | –    | –    | –    | 25   | 2    | 6    | 7    | 11   | 2    |
| Paris–Roubaix            | –    | –    | –    | –    | –    | –    | –    | –    | –    | –    | –    | 2    | 5    | 2    | 13   | 1    | 1    | 1    |
| Lüttich–Bastogne–Lüttich | –    | –    | –    | –    | 10   | –    | 12   | –    | –    | –    | –    | –    | –    | –    | –    | 3    | –    | –    |
| Lombardei-Rundfahrt      | –    | 15   | 4    | 14   | 1    | 2    | 3    | 1    | 2    | 9    | 4    | 7    | 1    | 6    | 10   | 1    | 5    | –    |

Grand Tours
| Grand Tour         | 1963 | 1964 | 1965 | 1966 | 1967 | 1968 | 1969 | 1970 | 1971 | 1972 | 1973 | 1974 | 1975 | 1976 | 1977 | 1978 | 1979 | 1980 |
| ------------------ | ---- | ---- | ---- | ---- | ---- | ---- | ---- | ---- | ---- | ---- | ---- | ---- | ---- | ---- | ---- | ---- | ---- | ---- |
| Giro d’ItaliaGiro  | 28   | 10   | 7    | 8    | 14   | 4    | 3    | 7    | 3    | 13   | 15   | 7    | –    | 4    | 2    | 3    | 2    | 21   |
| Tour de FranceTour | –    | –    | –    | 5    | –    | –    | –    | –    | –    | –    | –    | –    | 7    | –    | –    | –    | –    | –    |

## Bekannte ehemalige Fahrer
- Franco Bitossi (1963–1972)
- Ugo Colombo (1964–1974)
- Italo Zilioli (1965–1966+1968–1969)
- Rolf Maurer (1966–1967)
- Josef Fuchs (1972–1973+1974–1975+1977)
- Ole Ritter (1974–1976)
- Francesco Moser (1973–1980)
- Mario Beccia (1977–1978)
- Roger De Vlaeminck (1978)
- Gregor Braun (1980)